# Campionati europei juniores di scherma 1993
I Campionati europei juniores di scherma del 1993 (1993 European Juniors Fencing Championships) sono stati organizzati dalla Confederazione europea di scherma e si sono svolti all'Estoril, in Portogallo, a fine ottobre 1994.
Nel fioretto, si sono aggiudicati i titoli di campione europeo gli italiani Lorenzo Taddei, che ha battuto in finale il tedesco Sven Hein, e  Valentina Vezzali che ha avuto la meglio sulla magiara Aida Mohamed.
Nella spada il magiaro Attila Fekete ha battuto in finale il connazionale Géza Imre, mentre tra le donne la tedesca Silke Gerhardt ha battuto l'italiana Elisabetta Castrucci.
Nella sciabola l'ungherese Domonkos Ferjancsik ha prevalso sul francese Hervé Charron.

## Podi

### Uomini
| Specialità  | Oro                 | Argento       | Bronzo                         |
| Individuali |                     |               |                                |
| Fioretto    | Lorenzo Taddei      | Sven Hein     | Yaron Roth Vadim Aiupov        |
| Spada       | Attila Fekete       | Géza Imre     | Giovanni Cafiero Samuel Haglon |
| Sciabola    | Domonkos Ferjancsik | Hervé Charron | Damien Touya Aleksei Ermolaev  |

### Donne
| Specialità  | Oro               | Argento              | Bronzo                         |
| Individuali |                   |                      |                                |
| Fioretto    | Valentina Vezzali | Aida Mohamed         | Adeline Wuillème Roberta Suppi |
| Spada       | Silke Gerhardt    | Elisabetta Castrucci | Virginie Le Fur Elena Giussani |